# Stachys serbica
Stachys serbica là một loài thực vật có hoa trong họ Hoa môi. Loài này được Pancic miêu tả khoa học đầu tiên năm 1874.